# Мостовой, Вячеслав Иванович
Вячесла́в Ива́нович Мостово́й (7 апреля 1948 года, Москва) — советский и российский журналист.

## Биография
Образование получил в Университете имени Карла Маркса в Лейпциге (окончил в 1972), затем в 1986 году окончил Академию общественных наук в Москве. На телевидении с 1973 года.
Работал сначала редактором-стажёром на радиостанции «Юность», через год воинской службы вернулся на радио старшим редактором. После недолгой работы в комсомоле стал заместителем главного редактора Главной редакции вещания на Москву, затем заместителем главного редактора Главной редакции программ для молодёжи Центрального телевидения.
На протяжении долгих лет работал в Германии: сначала был заведующим корреспондентским пунктом Гостелерадио СССР в ГДР, затем (в 1992—2001) возглавлял бюро ВГТРК (РТР) в ФРГ. Делал прямые включения из Германии во время крушения Берлинской стены в ноябре 1989-го. В мае 2000 года вместе с Алексеем Денисовым сделал фильм «Павшие обелиски», который поднимал проблему состояния захоронений солдат-участников Второй мировой войны.
В 2001—2012 гг. на телеканале «ТВ Центр», вице-президент, заместитель (с 2006 — первый заместитель) генерального директора по информационному и общественно-политическому вещанию, автор документальных и публицистических фильмов. Одним из таковых является фильм «Зачем остались? Почему ушли?» — к десятилетию вывода российских войск из Германии в 1994 году. Перешёл на телеканал по приглашению Олега Попцова в декабре 2001 года. В декабре 2005 года, после увольнения Попцова из ТВЦ, Мостовой недолгое время исполнял обязанности президента телекомпании, до официального назначения Александра Пономарёва новым гендиректором.
Член телеакадемии «ТЭФИ».

## Семья
Женат, имеет двух дочерей.

## Награды
- орден «За заслуги перед Отечеством» IV степени (10 августа 2012) — за большие заслуги в развитии отечественного телевидения и многолетнюю плодотворную работу[11][12]
- орден Почёта (27 июня 2007) — за большой вклад в развитие отечественного телевидения и многолетнюю плодотворную работу[13]
- Благодарность Президента Российской Федерации (23 апреля 2008 года) — «за информационное обеспечение и активную общественную деятельность по развитию гражданского общества в Российской Федерации»[14].